# Laguna Blanca (Chaco)
Pour les articles homonymes, voir Laguna Blanca.
Lagauna Blanca est une commune d'Argentine, située dans la province de Chaco et le département de Libertad.